# Junín (Stadt)
Junín ist die Hauptstadt der gleichnamigen Provinz in der ebenfalls nach ihr benannten Verwaltungsregion Junín in Zentral-Peru.  Die Einwohnerzahl lag im Jahr 2017 bei 9755. 10 Jahre zuvor lag die Einwohnerzahl noch bei 9974.

## Geographische Lage
Die Stadt liegt auf einer Höhe von 4107 m in einer Beckenlandschaft an der Westflanke der peruanischen Zentralkordillere. Knapp 12 km nordwestlich liegt der Junín-See.

## Persönlichkeiten
- José Luis Rojas (* 1992), Langstreckenläufer